# Ulrich Junger
Ulrich Junger (* 1959/1960) ist ein ehemaliger deutscher Boxer.

## Werdegang
Halbweltergewichtler Junger trat mit dem BR Berlin in der Box-Bundesliga an. 1983 wurde Junger deutscher Amateurmeister. Der beruflich als Busfahrer beschäftigte Berliner erreichte bei der Europameisterschaft 1985 in Budapest das Viertelfinale im Halbweltergewicht, dort verlor er gegen den einheimischen Imre Bácskai.
Beim SV Nord Wedding brachte Junger seine Boxerfahrung als Trainer ein.